# Beyerdynamic
Beyerdynamic GmbH & Co KG és una empresa alemanya fundada a Berlín el 1924 per Eugen Beyer. Es dedica a la manufactura d'equip professional d'àudio com micròfons, auriculars, sistemes sense fil i sistemes de microfonia per a conferències i la seva seu està ubicada a la ciutat de Heilbronn.

## Història
Eugen Beyer, nascut el 1903 a Sant Petersburg, després de la revolució russa es va mudar amb la seva família a Suècia i a principis de la dècada de 1920 es va traslladar a Berlín, on llavors es trobava l'epicentre de la tecnologia de l'àudio. El 1924, poc després que el cinema sonor hagués fet els seus primers passos, Beyer va fundar a Berlín una empresa per a la fabricació d'altaveus. El 1937 es va desenvolupar el telèfon dinàmic DT 48, el primer auricular del món. També va desenvolupar l'altaveu de botzina i el primer dispositiu d'enregistrament magnètic.
L'èxit de Beyerdynamic va començar realment la dècada dels anys 30. El 1937 va desenvolupar amb el DT 48 el primer auricular audiòfil dinàmic. Dos anys més tard, el primer micròfon dinàmic per a estudis (M 19), que va ser elegit per la Reichs-Rundfunk-Gesellschaft (RRG) com a unitat estàndard per a la presentació d'informes. Fins i tot després de la fi de la Segona Guerra Mundial, Beyerdynamic va poder mantenir l'èxit en el mercat dels equips de gravació professional. A més, Beyerdynamic va desenvolupar altaveus per a sales de cinemes professionals.
A causa de la destrucció d'instal·lacions i maquinària a la Segona Guerra Mundial, l'empresa es va traslladar a Heilbronn el 1948, en un antic casino d'exoficials de l'Exèrcit. El 1959, després de la sobtada mort d'Eugen Beyer, el seu fill Fred R. Beyer (1934-2008) va prendre el comandament de l'empresa. El 1960 va comprar un edifici nou on fins avui en dia es dirigeixen i realitzen el desenvolupament, el disseny, la fabricació, les vendes i la gestió comercial. Des del 2005, el servei i centre de logística (SLC) per als enviaments, el magatzem de peces d'acabament i servei i el departament de reparacions se situen a Böckingen, un barri de Heilbronn.
Durant els Jocs Olímpics d'estiu del 1988 tots els equips de retransmissió estaven equipats amb auriculars de Beyerdynamic.
A l'actualitat Beyerdynamic té una gran presència en l'àmbit professional amb el model DT-100 d'auriculars de 16 i 400 ohms utilitzats en infinitat d'aplicacions, com en estudis musicals i a la televisió. El model ha estat millorat amb el DT-150 amb una millorada resposta de greus.

## Models actuals d'auriculars d'estudi

### Beyerdynamic dt 990 pro
- Dinàmics
- Oberts
- Circumaurals
- Impedància: 250 Ohm
- Sensibilitat: 96 dB/mW
- Resposta en freqüència 5-35.000 Hz
- Equalització de camp difús

### Beyerdynamic dt 770 pro
- Dinàmics
- Tancats
- Impedància: 250 Ohms o 80 Ohms o 30 Ohms
- Nivell de pressió: 96 dB/SPL
- Resposta en freqüència: 5 – 35000 Hz
- Camp difús

### Beyerdynamic dt 880 pro
- Dinàmics
- Semioberts
- Circumaurals
- Resposta en freqüències: 5 - 35.000 Hz
- Impedància nominal: 250 Ohms o 80 Ohms o 30 Ohms
- Sensibilitat: 96 db